# كوساركا
كوساركا قرية في بلدية درايانوفا، في مقاطعة غابروفو, وسط بلغاريا الشمالية.